# Papilio dravidarum
Papilio dravidarum is een vlinder uit de familie van de pages (Papilionidae). De wetenschappelijke naam van de soort is voor het eerst geldig gepubliceerd in 1880 door Wood-Mason.